# Sjamžena
La Sjamžena (in russo Сямжена?) è un fiume della Russia europea settentrionale, tributario di sinistra della Kubena. Scorre nei rajon Sokol'skij e Sjamženskij dell'oblast' di Vologda.
Il fiume scorre in direzione nord-ovest, poi gira a ovest. Dopo aver attraversato il villaggio di Sjamža (centro amministrativo del distretto Sjamženskij), sfocia nel fiume Kubena a 137 km dalla foce, vicino al villaggio di Ust'-Reka. Il fiume ha una lunghezza di 117 km. L'area del suo bacino è di 1930 km².